# Tony Trimmer

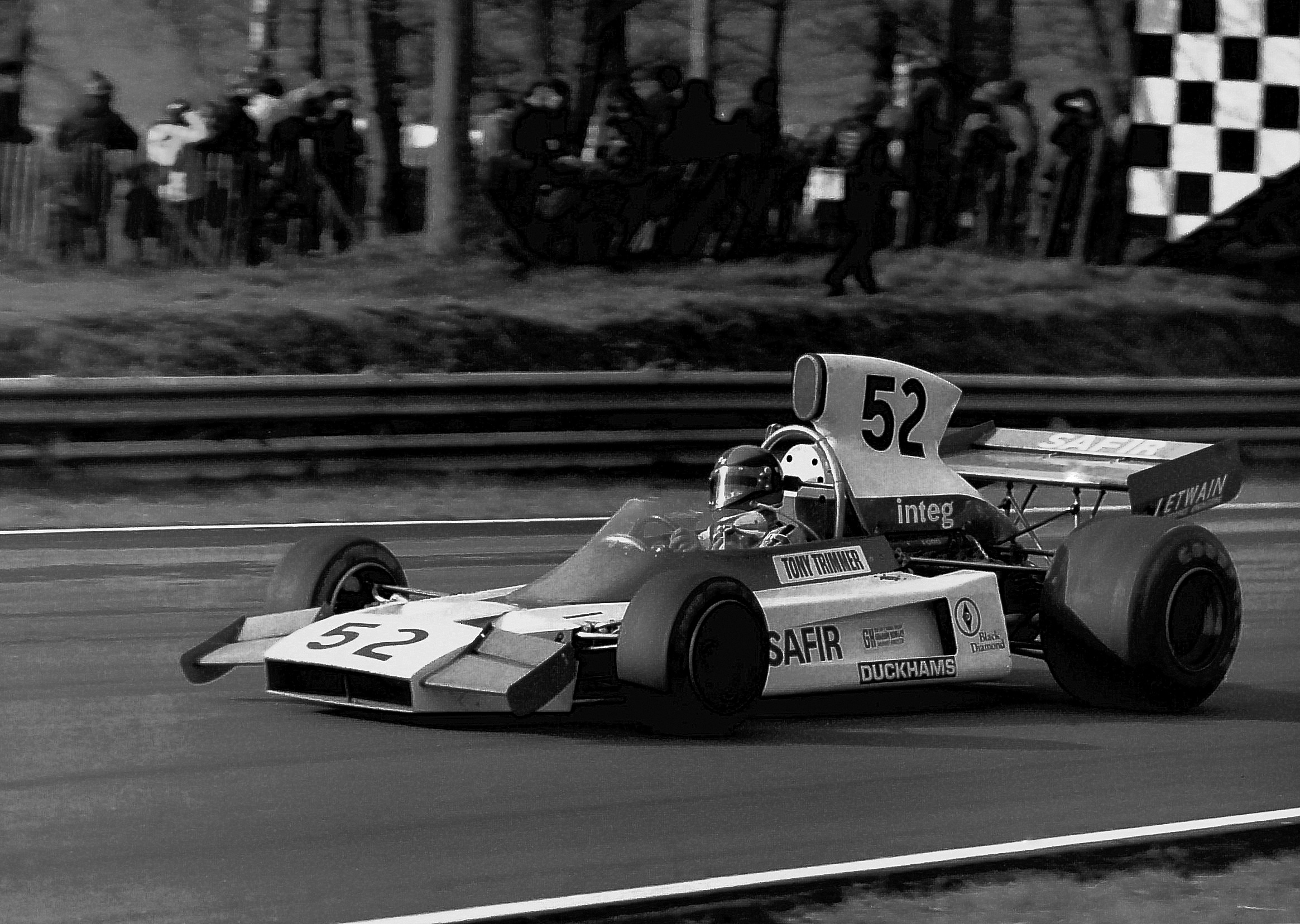
Tony Trimmer im Safir RJ02, beim Race of Champions 1975

Anthony Hugh Leigh „Tony“ Trimmer (* 24. Januar 1943 in Maidenhead) ist ein ehemaliger britischer Automobilrennfahrer.

## Monoposto
Tony Trimmer begann seine Karriere Ende der 1960er-Jahre in der Formel 3. 1969 wurde er Gesamtzweiter in der europäischen Formel-3-Meisterschaft und sicherte sich ein Jahr später den Titel in der britischen Meisterschaft. Als Fahrzeuge kamen 1970 sowohl ein Brabham BT28 als auch ein Lotus 59 zum Einsatz. 1972 fuhr er noch einige Rennen mit einem Lotus 73 in der britischen Meisterschaft und belegte zum Saisonende den neunten Platz.
1971 wechselte Trimmer in die Formel 5000. Bis 1977 bestritt er regelmäßig Rennen in dieser Serie, deren Gesamtwertung er 1977 auf einem Surtees TS19 gewinnen konnte. Mitte der 1970er-Jahre versuchte sich Trimmer auch in der Formel 1; dort waren seine Aktivitäten aber nur teilweise erfolgreich. In der Formel-1-Weltmeisterschaft war er 1975 und Automobil-Weltmeisterschaft 1976 als Fahrer in das Maki-Projekt eingebunden. In der Weltmeisterschaft konnte er den Maki F101 kein einziges Mal qualifizieren. Er erreichte jedoch das einzige zählbare Ergebnis des japanischen Teams in dieser Rennformal, als er 1975 beim nicht zur Weltmeisterschaft zählenden Großen Preis der Schweiz in Dijon-Prenois Dreizehnter und Letzter wurde. 1977 und 1978 versuchte er noch zweimal als Privatfahrer, sich für einen Formel-1-Grand-Prix zu qualifizieren. Beide Male scheiterte er in der Qualifikation zum Großen Preis von Großbritannien. Dass er in der Formel 1 als Fahrer konkurrenzfähig war bewies er 1978, als er bei einer verregneten BRDC International Trophy Dritter wurde und die Gesamtwertung der ersten britischen Formel-1-Meisterschaft dieses Jahres auf einem McLaren M23 gewann. Im letzten Jahr dieser Serie, 1982, musste er sich in der Gesamtwertung nur Jim Crawford geschlagen geben.

## Sportwagen
1979 wurde Trimmer Werksfahrer bei Dome und ging mit deren Prototypen beim 24-Stunden-Rennen von Le Mans an den Start. Sein Teamkollege war Bob Evans. Die beiden Briten fielen früh im Rennen mit einem überhitzten Zylinder am Motor des Dome Zero RL aus. 1981 fuhr er in Le Mans den Ibec, fiel aber wieder vorzeitig aus.
Trimmer fuhr 1997 seine letzten Autorennen in der britischen GT-Meisterschaft und beendete am Ende des Jahres seine Rennkarriere.

## Statistik

### Le-Mans-Ergebnisse
| Jahr | Team          | Fahrzeug     | Teamkollege  | Platzierung | Ausfallgrund         |
| ---- | ------------- | ------------ | ------------ | ----------- | -------------------- |
| 1979 | Dome Co. Ltd. | Dome Zero RL | Bob Evans    | Ausfall     | überhitzter Zylinder |
| 1981 | Ian Bracey    | Ibec P6      | Tiff Needell | Ausfall     | überhitzter Zylinder |

### Einzelergebnisse in der Sportwagen-Weltmeisterschaft
| Saison | Team       | Rennwagen    | 1   | 2   | 3   | 4   | 5   | 6   | 7   | 8   | 9   | 10  | 11  | 12  | 13  | 14  | 15  | 16  | 17  |
| ------ | ---------- | ------------ | --- | --- | --- | --- | --- | --- | --- | --- | --- | --- | --- | --- | --- | --- | --- | --- | --- |
| 1979   | Dome       | Dome Zero RL | DAY | SEB | MUG | TAL | DIJ | RIV | SIL | NÜR | LEM | PER | DAY | WAT | SPA | BRH | ROA | VAL | ELS |
| 1979   | Dome       | Dome Zero RL |     |     |     |     |     | DNF |     |     |     |     |     |     |     |     |     |     |     |
| 1981   | Ian Bracey | Ibec P6      | DAY | SEB | MUG | MON | RIV | SIL | NÜR | LEM | PER | DAY | WAT | SPA | MOS | ROA | BRH |     |     |
| 1981   | Ian Bracey | Ibec P6      |     |     |     |     |     | DNF |     | DNF |     |     |     |     |     |     |     |     |     |